# Marcin Krzywański
Marcin Krzywański (* 29. August 1975) ist ein ehemaliger polnischer Sprinter.
Bei den Weltmeisterschaften 1997 in Athen erreichte er über 100 Meter das Viertelfinale.
1998 wurde er bei den Halleneuropameisterschaften in Valencia Vierter über 60 Meter. Bei den Europameisterschaften in Budapest wurde er über 100 Meter Siebter und gewann mit der polnischen Mannschaft Bronze in der 4-mal-100-Meter-Staffel.
Bei den Weltmeisterschaften 1999 in Sevilla belegte er mit der polnischen 4-mal-100-Meter-Stafette den fünften Platz.
Zweimal wurde er nationaler Meister über 100 Meter (1998, 2001) und viermal Hallenmeister über 60 Meter (1997, 1998, 2000, 2001).

## Persönliche Bestzeiten
- 60 m (Halle): 6,53 s, 27. Februar 1998, Valencia
- 100 m: 10,23 s, 26. Juni 1998, Breslau
- 200 m: 21,11 s, 19. Mai 2001, Łódź